# Kirkham
|  | Per a altres significats, vegeu «Donald Kirkham». |

Les ruïnes del priorat de Kirkham es troben a la vora del riu Derwent, a Kirkham, North Yorkshire, Anglaterra. El priorat agustí va ser fundat a la dècada de 1120 per Walter l'Espec, senyor de la propera Helmsley, que també va construir l'abadia de Rievaulx. El priorat fou dissolt el 8 de desembre de 1539 durant la dissolució dels monestirs. La llegenda diu que Kirkham va ser fundat en record de l'únic fill de l'Espec que havia mort a prop com a conseqüència que un senglar va espantar el seu. La zona es va utilitzar més tard per provar els vehicles d'aterratge del dia D, i va ser visitada per Winston Churchill. Les ruïnes ara estan catalogades de grau I i estan a càrrec de English Heritage.

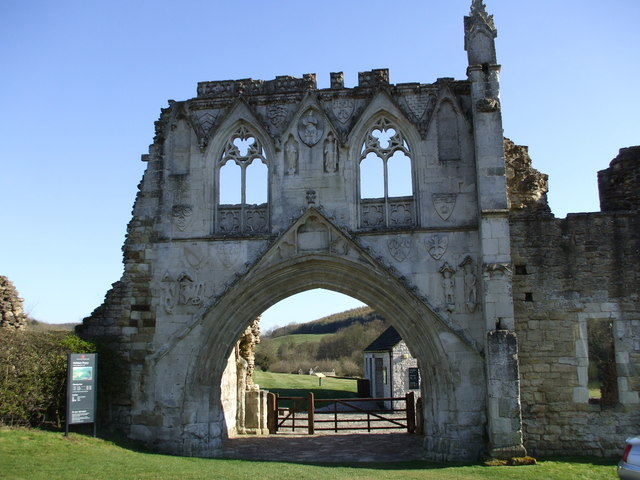
Aspecte de la porta de Kirkham. Els armorials de diversos benefactors són visibles esculpits en escuts de pedra.

La porta del priorat de Kirkham, construïda c. 1290–95, és un exemple de l'arquitectura medieval gòtica anglesa. Es tracta d'una rara supervivència d'un portal d'aquest tipus, comparable a la del priorat de Butley a Suffolk. Té un ampli arc de motllures contínues amb un frontó croquetat que puja a les finestres, amb escultures de Sant Jordi i el Drac a l'esquerra, i David i Goliat a la dreta. A sobre de l'arc hi ha un Crist en un rebaix oval apuntat, i dues figures a sota de Sant Bartomeu i Sant Felip, en nínxols. També hi ha molts escuts amb els armorials dels diferents benefactors del Priorat, com ara les armes dels de Ros, Scrope, de Forz, Vaux, FitzRalph i Espec (3 rodes de carro, cadascuna amb 6 radis).

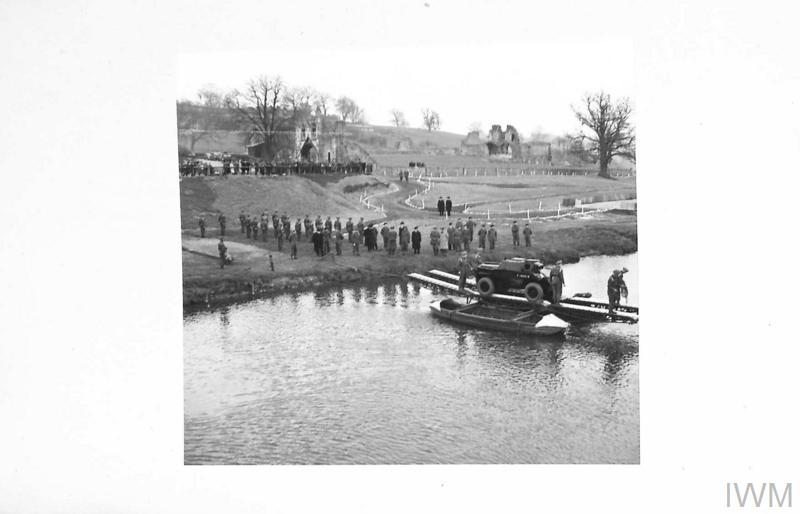
El 1r ministre Winston Churchill inspecciona el preparatius del dia D a Kirkham

- Armes dels Scrope
- Armes de de Forz
- Armes dels de Clare
- Armes dels de Ros